# Соларо (Италия)
 Тази статия е за италианския град.  За други значения вижте Соларо.  
Сола̀ро (на италиански: Solaro, на западноломбардски: Soree, Сорее) е град и община в Северна Италия, провинция Милано, регион Ломбардия. Разположен е на 211 m надморска височина. Населението на общината е 14 203 души (към 2013 г.).